# 青森県道108号野辺地港線
青森県道108号野辺地港線（あおもりけんどう108ごう のへじこうせん）は、青森県上北郡野辺地町を通る一般県道である。

## 概要
野辺地港から野辺地町字鳥井平の青森県道243号馬門野辺地線交点に至る短距離路線である。

### 路線データ
- 起点：野辺地港（上北郡野辺地町）[1]
- 終点：馬門野辺地線交点（上北郡野辺地町）[1]

## 歴史
- 1961年（昭和36年）2月10日 - 県道に認定される[1]。

## 地理

### 交差する道路
- 青森県道243号馬門野辺地線（上北郡野辺地町字鳥井平、終点）

### 沿線の施設など
- 野辺地港
- 野辺地戦争墓所